# ROM

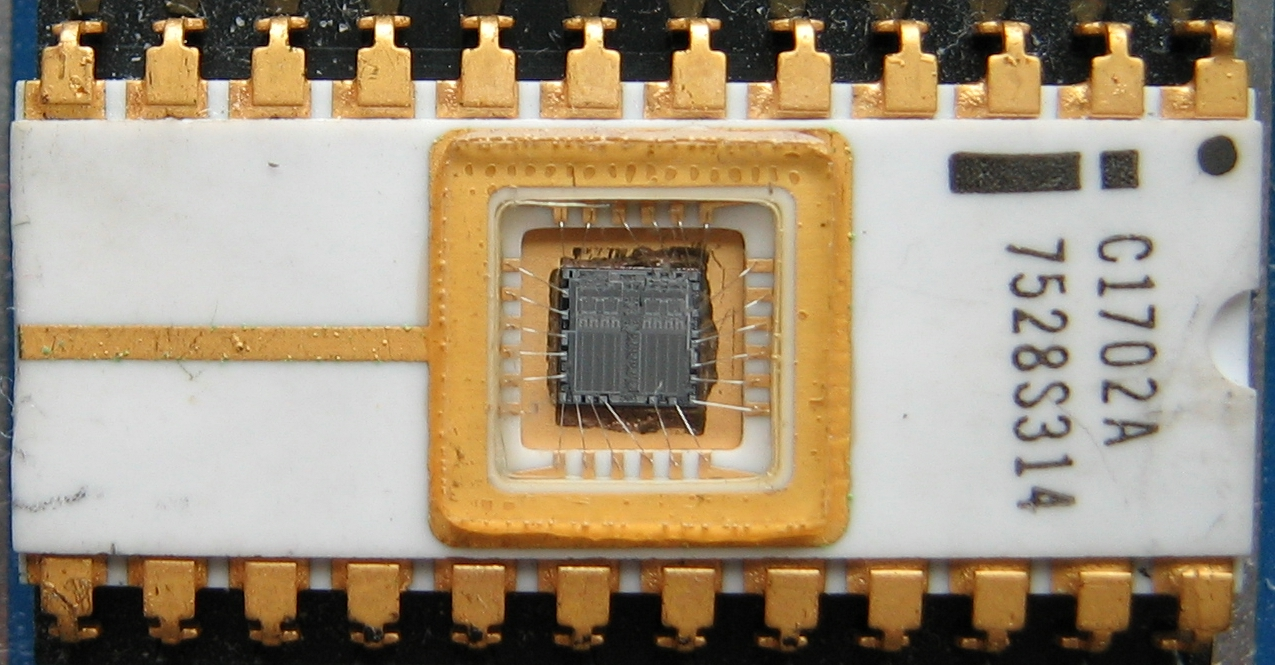
EPROM Memória chip

A ROM (angolul Read-Only Memory): egy olyan elektrotechnikai eszköz, amely csak olvasható adatok tárolására alkalmas memória. Tartalma nem változtatható, az egyszer beégetett adatok véglegesek. Az eszköz a benne tárolt adatokat típustól függően, korlátlan (pl. maszk programozott ROM) vagy korlátozott ideig (általában 20 év) áramtalanított állapotban is megőrzi. Programok- (például BIOS, firmware) illetve a programhoz tartozó beállított értékek tárolására használják.

## ROM típusok
A klasszikus maszk-programozott ROM tartalmát a chip gyártása során, még a tokozás előtt nyeri el, később már nem módosítható. Használata nagy darabszám esetén előnyös, mert olcsó az előállítása. Léteznek egyéb, nem felejtő típusú szilárdtest memóriák is:
- PROM: Programozható ROM (Programmable Read-Only Memory) Speciális készülékkel (PROM programozó) egyszer írható memória típus. Az írás során speciális belső kapcsolatokat éget át a készülék, amely kapcsolat már nem állítható helyre.
- EPROM: Törölhető és programozható ROM (Erasable Programmable Read-Only Memory). A memóriába írt tartalom ultraibolya (UV) fénnyel törölhető, majd a memória újraírható.
- Flash memória vagy EEPROM: Elektromosan törölhető ROM (Electrically Erasable Programmable Read-Only Memory). Az írási és törlési művelethez már nem kell a memóriát kiépíteni. Az írási és olvasási ciklusai viszonylag lassúak, az egyéb memóriákhoz képest.

Mivel a RAM sokkal gyorsabban olvasható, mint a ROM, ezért a számítógépek gyorsítása érdekében szokás, hogy a ROM tartalmat átmásolják egy RAM területre, és azt használják. Ezt a területet nevezik árnyékmemóriának (shadow memory).
A CD-ROM neve ellenére nem a hagyományos ROM memóriák közé sorolható, hanem a sokkal lassúbb másodlagos vagy háttértárak kategóriájába tartozik. A CD-ROM egy compact disc, amelynek több típusa van:
- CD-ROM gyárilag préselt lemez, nem módosítható, csak olvasható adatlemez
- CD-R egyszer írható, többször olvasható (Write-Once-Read-Many)
- CD-RW többször írható, többször olvasható (Read/Write)